# Fox-Amphoux
 Fox-Amphoux  es una población y comuna francesa, que se encuentra en la región de Provenza-Alpes-Costa Azul, departamento de Var, en el distrito de Brignoles y cantón de Tavernes.

## Demografía
| 253 | 229 | 248 | 287 | 349 | 375 |
| Para los censos de 1962 a 1999 la población legal corresponde a la población sin duplicidades (Fuente: INSEE [Consultar]) |     |     |     |     |     |